# Höheres Kommando z.b.V. LXX
Het Duitse Höheres Kommando z.b.V. LXX (Nederlands: Hoger Korps Commando voor speciale inzet 70) was een soort Duits legerkorps van de Wehrmacht tijdens de Tweede Wereldoorlog. Het H.Kdo. was alleen in actie rond Oslo. 

## Krijgsgeschiedenis

### Oprichting
Het Höheres Kommando z.b.V. LXX werd opgericht op 4 mei 1941 in Wehrkreis I.

### Inzet

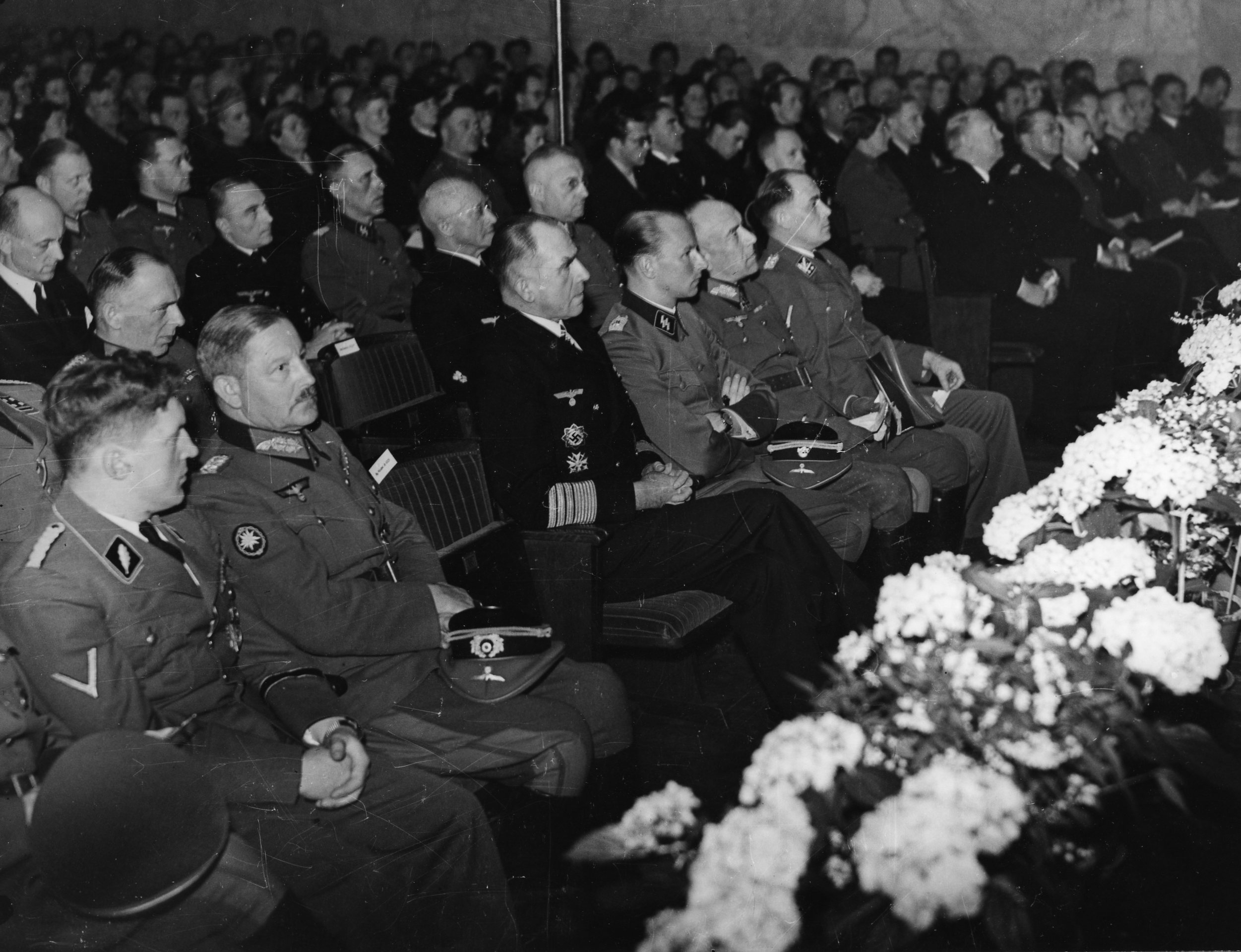
Bijeenkomst in het Colosseum in Oslo - General Valentin Feurstein zit op de voorste rij, tweede van links

Het H.Kdo kreeg de territoriale verantwoordelijkheid voor het gebied rond Oslo en dat bleef zo gedurende de hele looptijd. Het H.Kdo. beschikte in september 1941 en februari 1942 over de 69e, 214e en 710e Infanteriedivisies.
Het Höheres Kommando z.b.V. LXX werd op 25 januari 1943 omgedoopt naar 70e Legerkorps.

## Bovenliggende bevelslagen
| Leger          | Legergroep | Plaats/regio | Begin      | Eind            |
| -------------- | ---------- | ------------ | ---------- | --------------- |
| Armee Norwegen | OKW        | Oslo         | 4 mei 1941 | 25 januari 1943 |

## Commandanten
| Rang                       | Naam               | Begin      | Eind            |
| -------------------------- | ------------------ | ---------- | --------------- |
| General der Gebirgstruppen | Valentin Feurstein | 4 mei 1941 | 25 januari 1943 |